# Yang Huai
Yang Huai (? - 212) est un général de l'armée sous le seigneur de la guerre Liu Zhang. Il était chargé de garder la porte de Baishui pendant la prise de la province Yi par Liu Bei. Il a comploté avec Gao Pei pour assassiner Liu Bei, mais leur plan a été découvert et ils ont été capturés et exécutés par Liu Bei.

## Sources
- Zizhi Tongjian vol. 66.
- Chroniques des Trois Royaumes